# Balthasar Glättli
Balthasar Glättli (Zúrich, 12 de febrero de 1972) es un político suizo. Es miembro del Consejo Nacional y desde junio de 2020 hasta abril de 2024 fue presidente del Partido Verde de Suiza.

## Biografía
Balthasar Glättli se graduó en el gimnasio de Wetzikon en 1991, y estudió filosofía, lingüística y literatura alemana en la Universidad de Zúrich. Glättli dirige una empresa de diseño web y consultoría, y está casado con la política socialista Min Li Marti. Viven con su hija en Zürich-Wipkingen.
Glättli se unió al Partido Verde de Suiza en 1991 y fue elegido miembro de la junta directiva de la sección cantonal de Zúrich. Entre 1998 y 2011 representó a Zúrich-Seefeld en el parlamento de la ciudad de Zúrich. De 2004 a 2008, Glättli fue copresidente cantonal de su partido, junto con Marlies Bänziger. Fue elegido miembro del Consejo Nacional en las elecciones federales suizas de octubre de 2011, y reelegido en octubre de 2015. Desde diciembre de 2013, es presidente del grupo parlamentario de los Verdes.
El 20 de junio de 2020, fue elegido presidente del Partido Verde, sucediendo a Regula Rytz.
Tras los malos resultados de Los Verdes en las elecciones federales de 2023, Glättli anunció su intención de no postularse nuevamente a la presidencia del partido en 2024. En abril de 2024 fue sucedido por Lisa Mazzone.